# Karlslunda kyrka
Karlslunda  kyrka är en kyrkobyggnad i Påryd i Kalmar kommun. Den är församlingskyrka i Karlslunda-Mortorps församling. 

## Kyrkobyggnaden
Karlslunda kyrkas föregångare var en mindre träbyggnad från 1687, som då hade namnet Arby kapell. Det var litet och trångt och inte i allra bästa skick. Så var ju förhållandet i många socknar, vilket inte minst biskoparna påpekade vid visitationer i sina respektive stift. En reparation eller ombyggnad av kapellet diskuterades, men det insågs till sist vara meningslöst. Istället fattades 1812 beslut om en ny byggnad. 
Kyrkan uppfördes 1816-1817 efter ritningar Axel Almfelt. Istället för sten som annars var det vanliga materialet för kyrkobyggen, valde man liggande timmer. Den byggnad som senare stod färdig bestod av ett långhus och en bakomliggande sakristia i öster. Huvudingången var förlagd till sydsidan. Vapenhuset i väster tillkom så sent som 1974-75. Något torn uppfördes aldrig. Istället hade klockorna sin plats i en klockstapel. Den nuvarande stapeln med sin hjälmformade huv uppfördes 1840. Från början var kyrkan rödfärgad och spåntaket tjärat. År 1879 försåg man väggarna med panel. Kyrkans inre är av typ hörsal med tunnvalv och höga fönster. Ursprungligen var kyrkan försedd med en altarpredikstol. Den 20 september 1818 förrättades invigningen av prosten Pehr Andreas Lindblom.

## Inventarier
- Dopfunt utförd 1919.
- Altaruppställningen består av den tidigare altarpredikstolen som försetts med små reliefer av Bror Marklund. Denna förändring skedde vid restaureringen 1952-56.
- Predikstolen som har sin plats vid norra väggen tillkom vid restaureringen 1952-56.
- Bildvävnad utförd av Märta Afzelius.
- I sakristian finns en målning som tidigare hade sin plats på altarpredikstolens mittfält med motiv: "Kristus på korset" utförd av Anders Friske från Kalmar.
- Fristående altare och ny altarring tillkom 1975
- Läktaren byggdes 1879.
- Den slutna bänkinredning tillkom vid restaureringen 1952-56.

## Bildgalleri

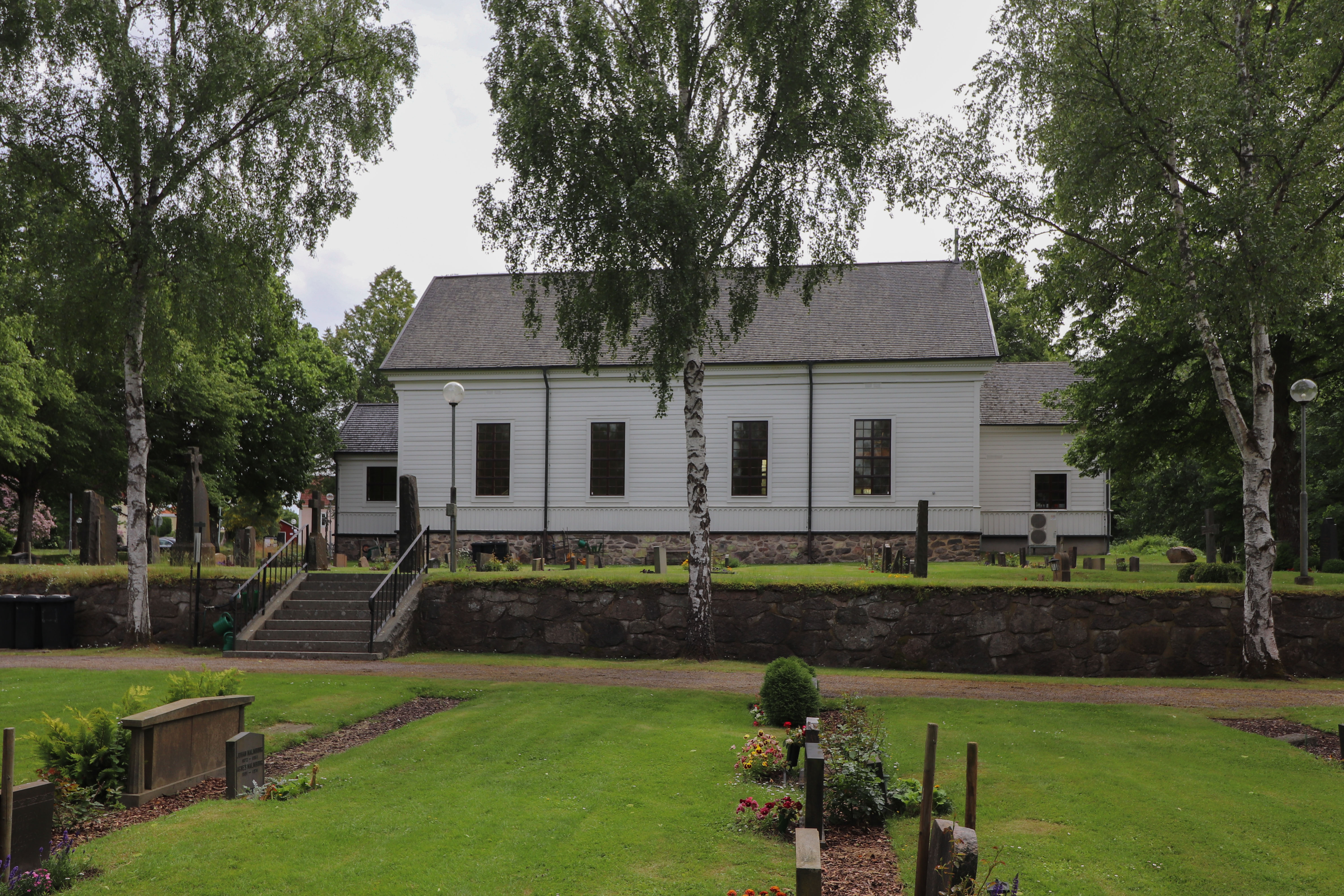
Kyrkan från norr
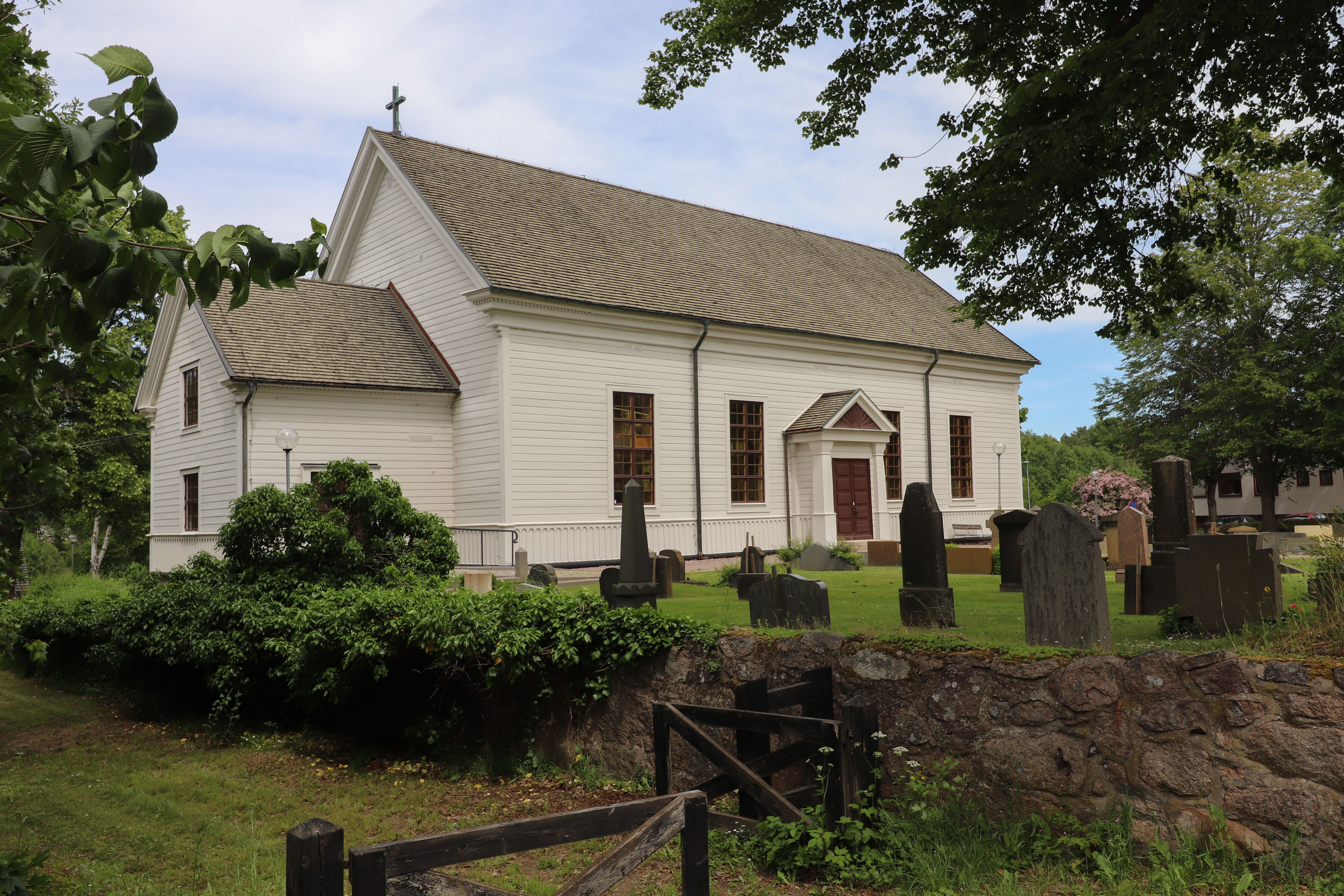
Exteriör från sydväst
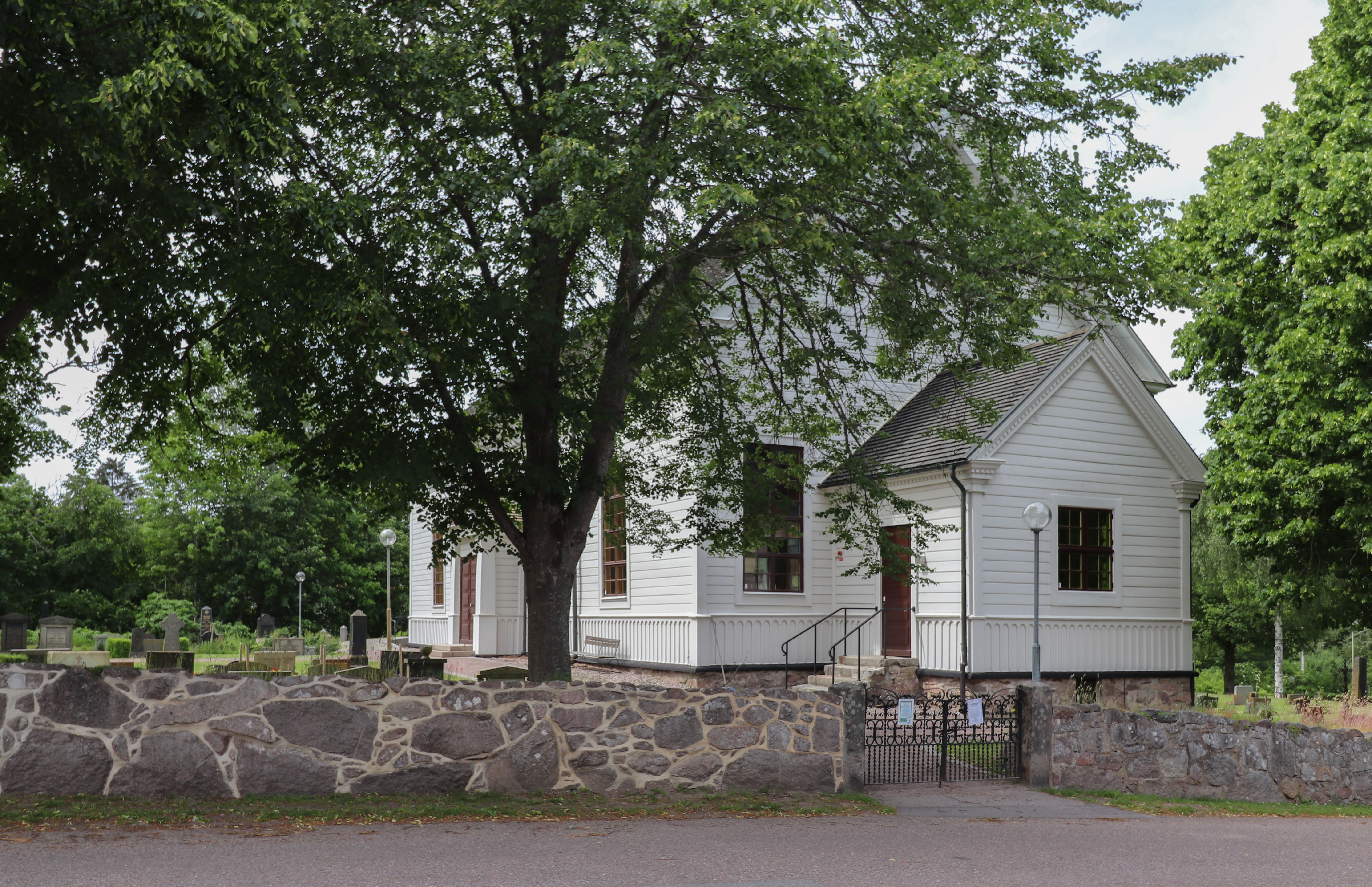
Kyrkan från sydöst
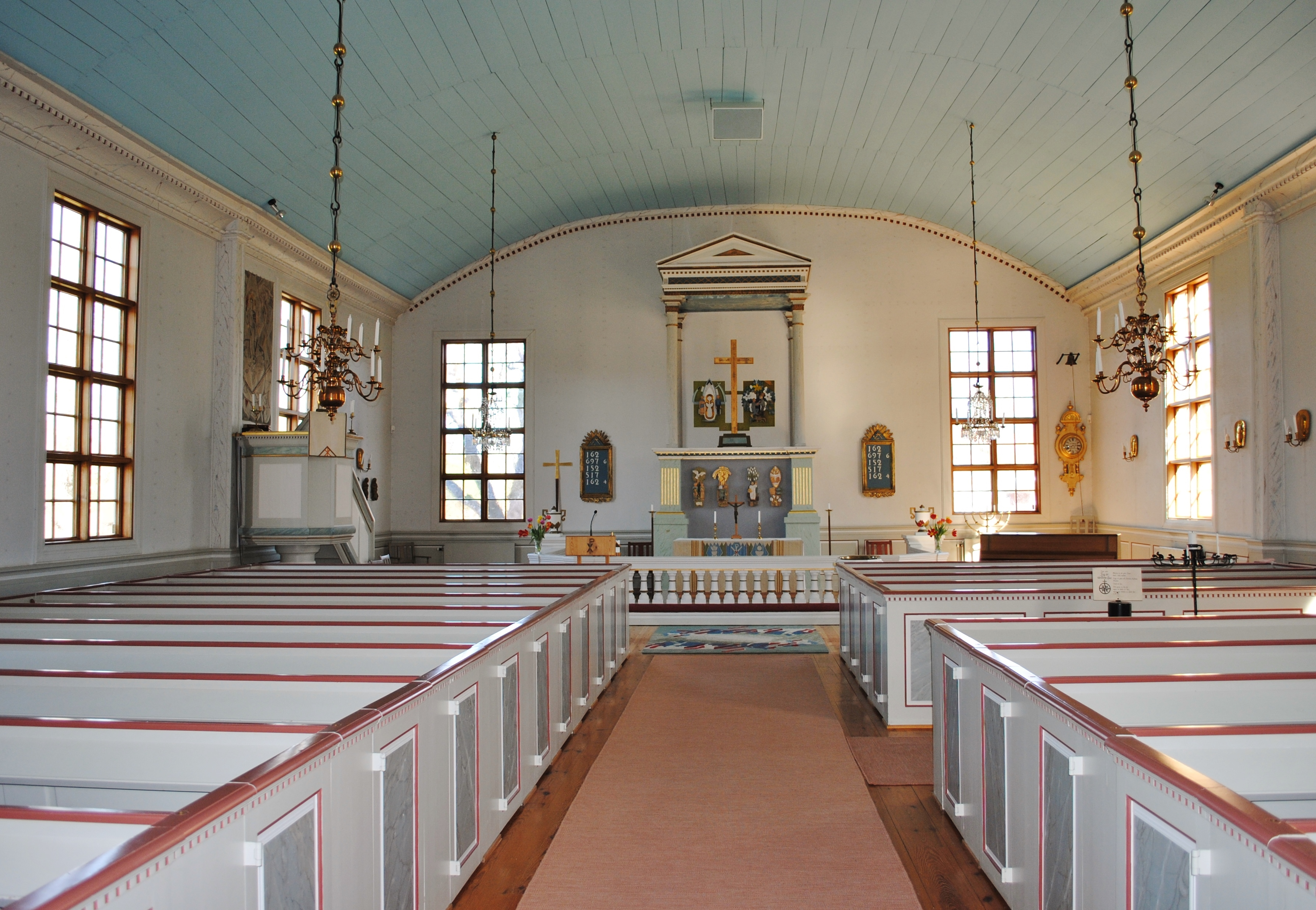
Interiör mot öster
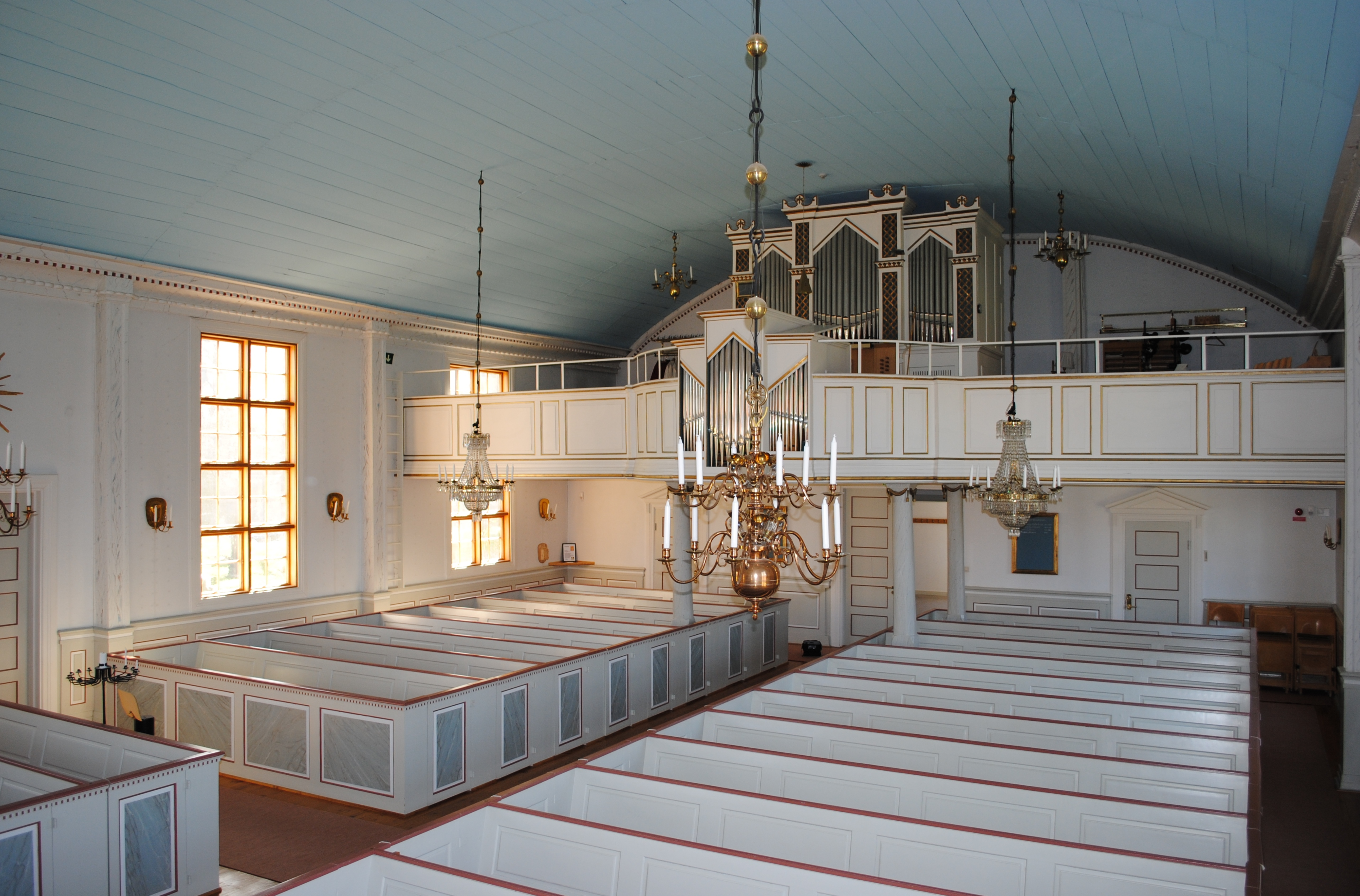
Kyrkorummed med orgelläktaren
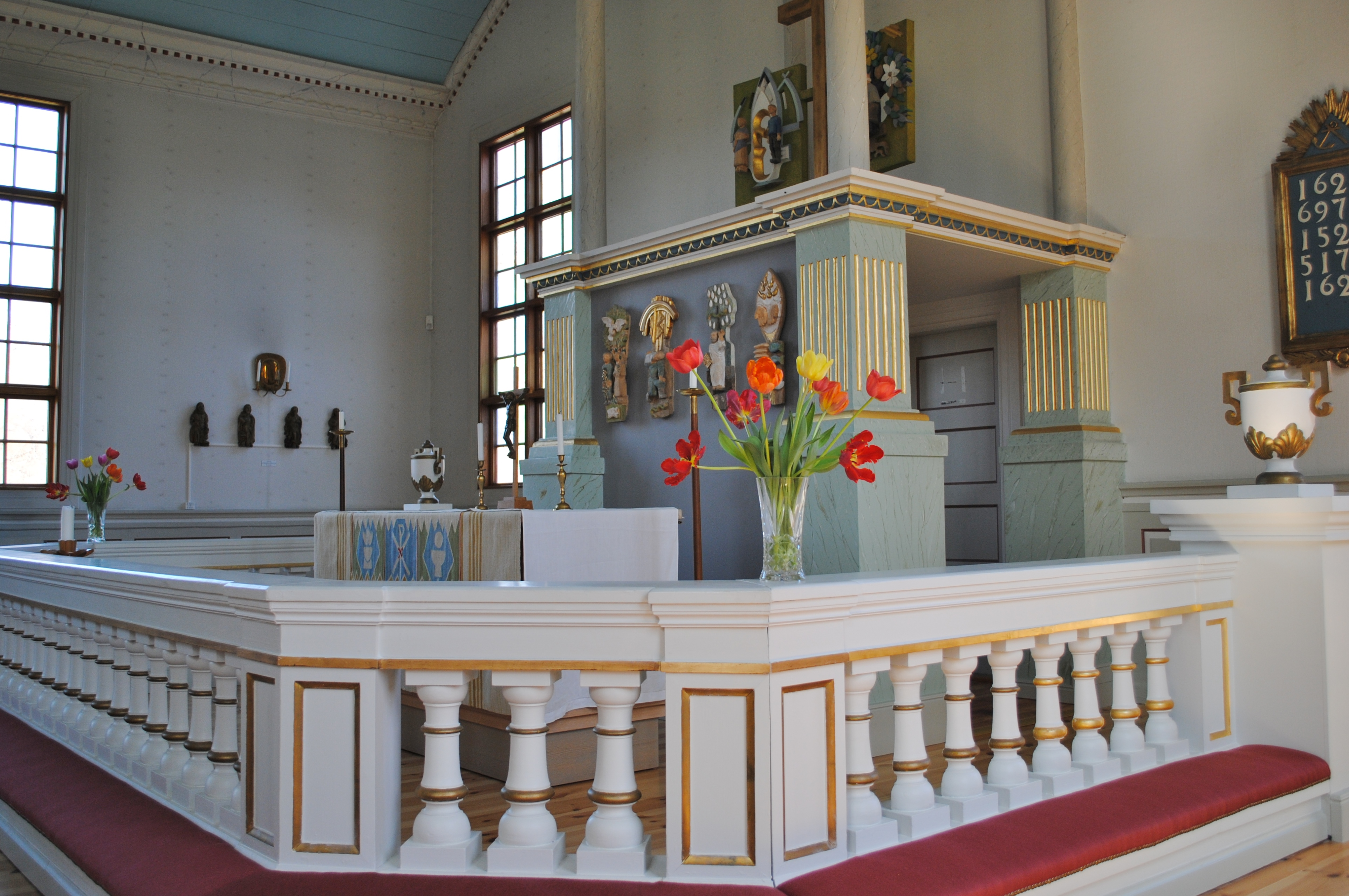
Altaret
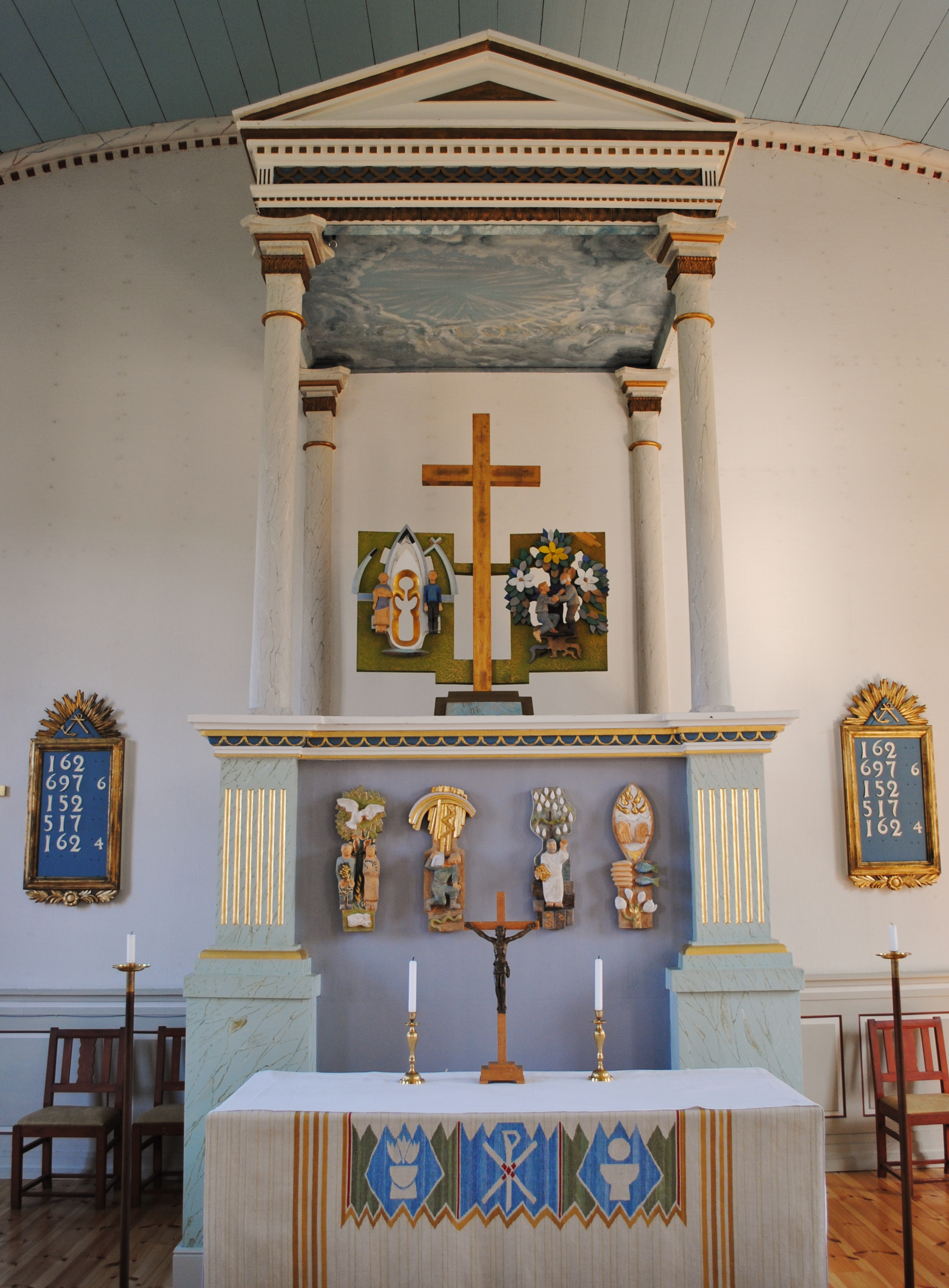
Altaruppställning
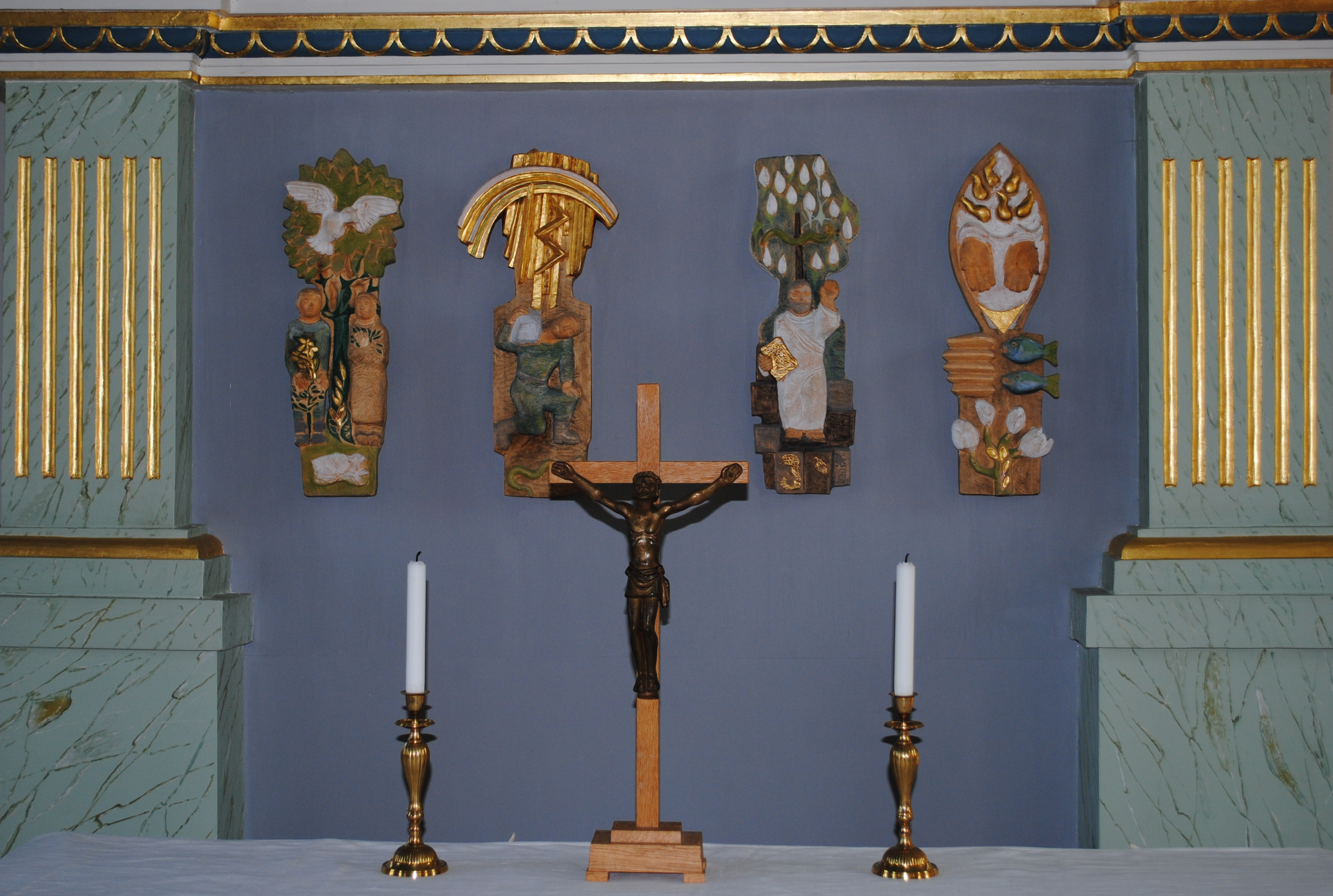
Reliefbilder av konstnär Bror Marklund
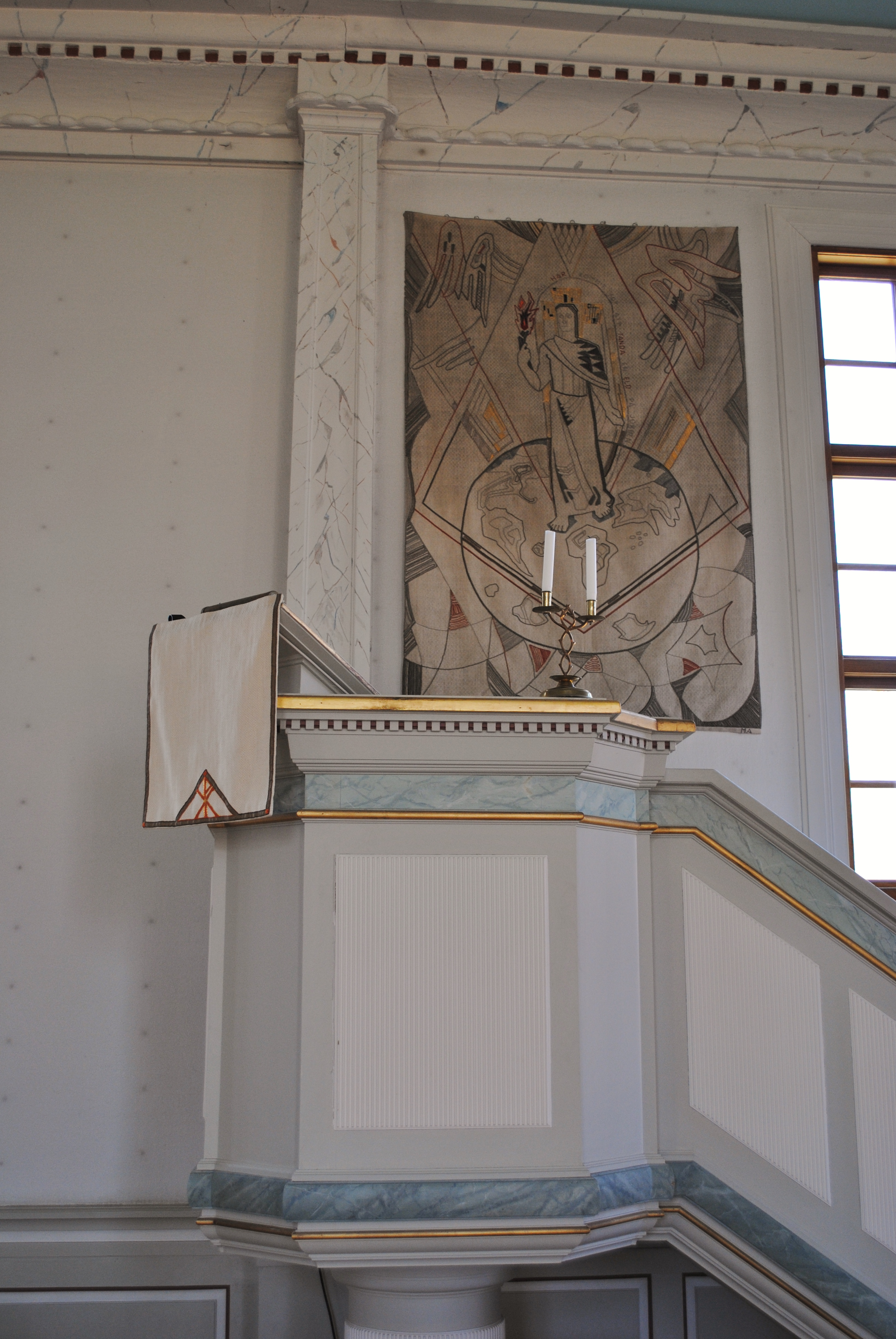
Predikstolen med bildvävnad utförd av Märta Afzelius
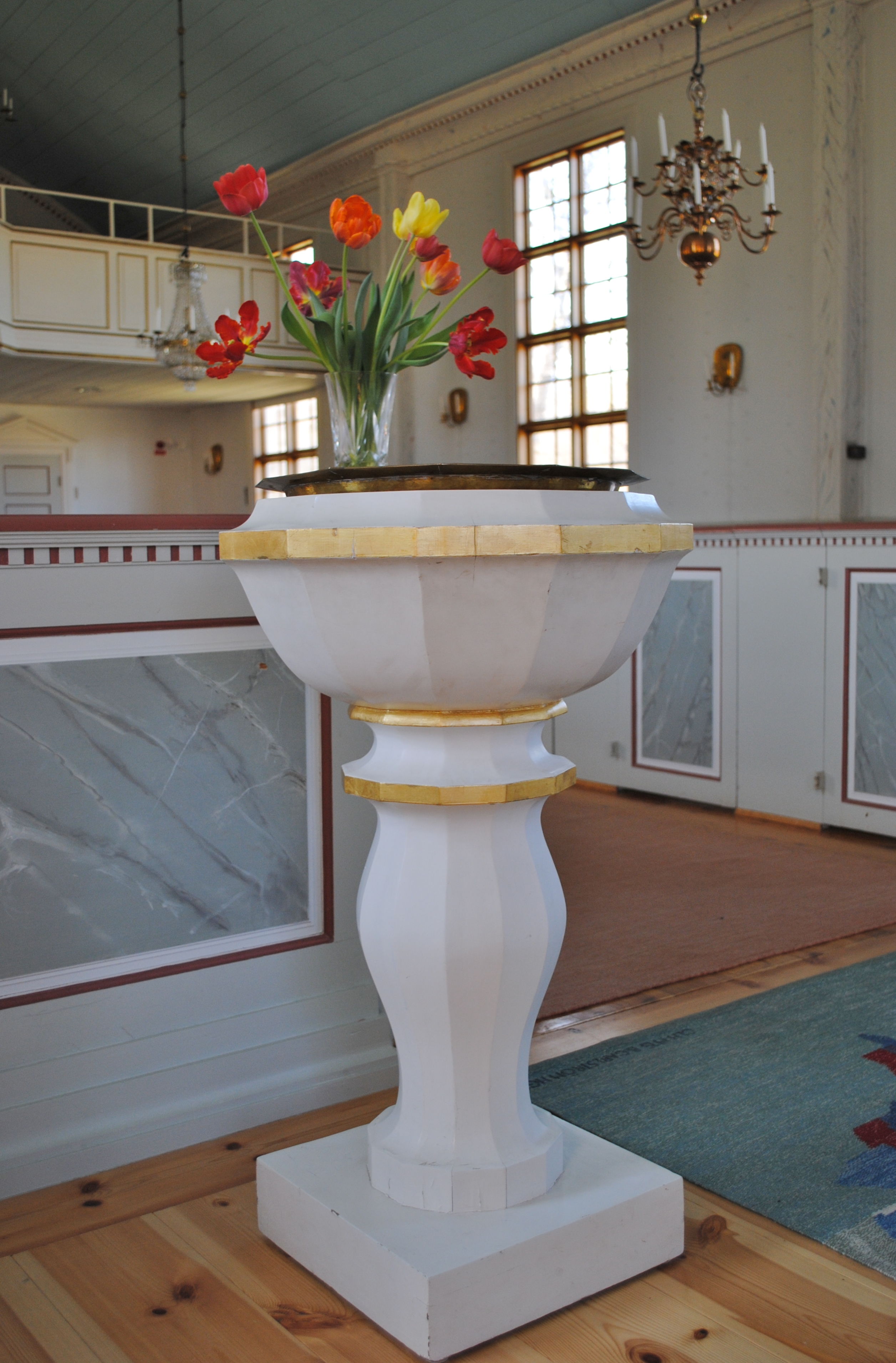
Dopfunten

## Orgel

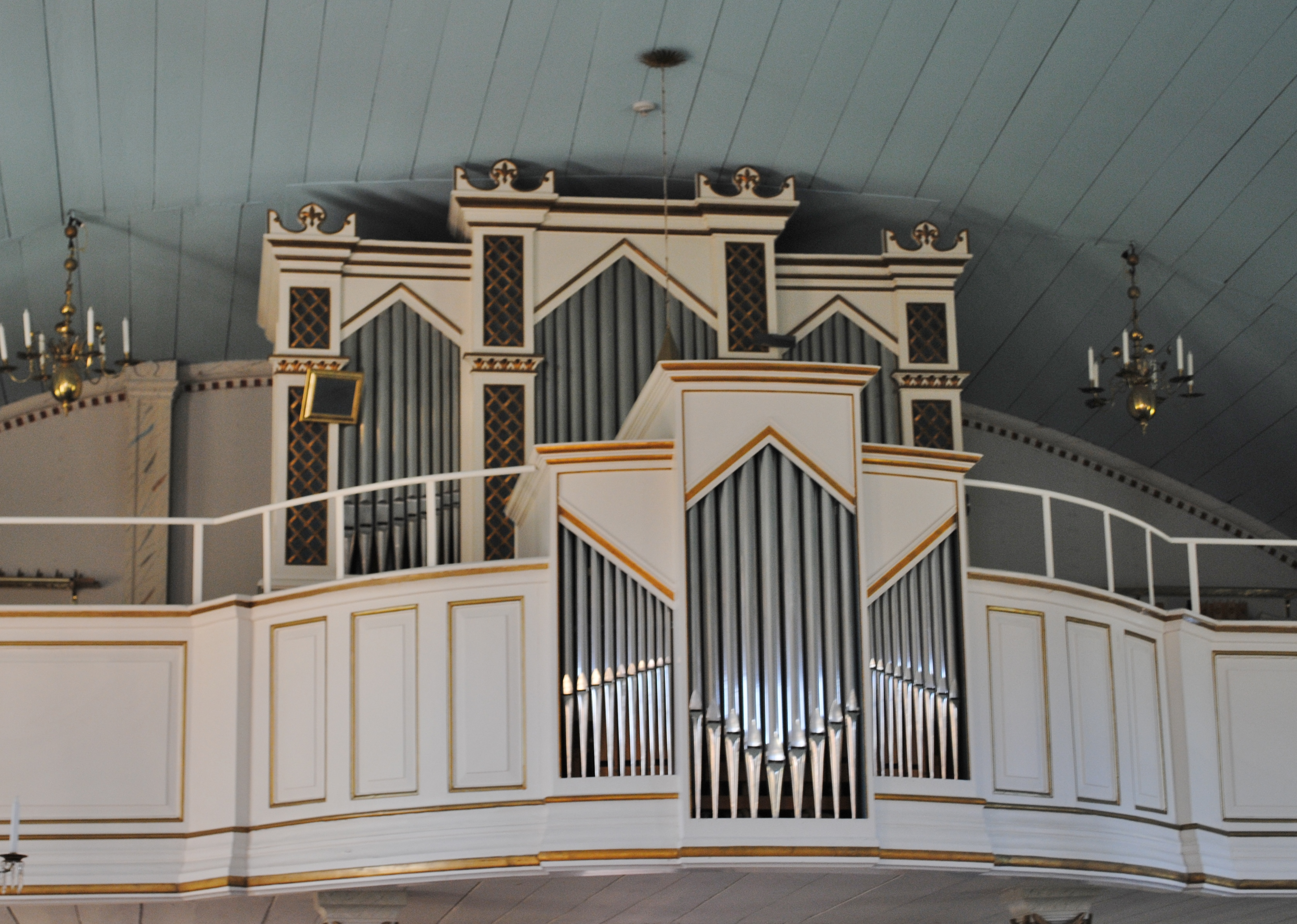
Orgeln med 1874 års fasad

- En orgel byggdes 1874 av Carl August Johansson, med fasad från samma år. Orgeln hade 7 stämmor.
- 1939 insattes ett nytt orgelverk av Grönvalls orgelbyggeri med 16 stämmor.
- 1968 ersattes detta av ett orgelverk med ryggpositiv i läktarbarriären av A. Magnusson Orgelbyggeri AB. Den nuvarande orgeln är mekanisk och man använde den gamla fasaden.[2]

| Ryggpositiv I     | Svällverk II      | Pedal           | Koppel |
| Rörflöjt 8’       | Gedackt 8’        | Subbas 16’      | I/P    |
| Principal 4’      | Spetsgamba 8’     | Principal 8’    | II/P   |
| Täckflöjt 4’      | Koppelflöjt 4’    | Rörpommer 4'    | II/I   |
| Hålflöjt 2’       | Principal 2’      | Rauschpipa 3 ch |        |
| Sesquialtera 2 ch | Sifflöjt 1 1⁄3'   | Fagott 16'      |        |
| Mixtur 4 ch       | Cymbel 3 ch       |                 |        |
| Trumpet 8'        | Krumhorn 8'       |                 |        |
|                   | Tremulant         |                 |        |
|                   | Crescendosvällare |                 |        |